# Tour della nazionale maschile di rugby a 15 dell'Italia 2003
Nel giugno 2003 la nazionale italiana di rugby si recò in tour in Nuova Zelanda in preparazione della Coppa del Mondo, in programma in Australia nei mesi di ottobre e novembre.
Il commissario tecnico dell'Italia, il neozelandese John Kirwan, confermò Alessandro Troncon capitano della tournée, designando come vice Marco Bortolami e Nanni Raineri. Venne selezionato un gruppo di 30 Azzurri, salvo poi essere aggiustato a causa di alcuni forfait, con partenza il 10 di giugno da Roma.
Non furono disputati test match ufficiali, ma soltanto incontri senza l'assegnazione del cap  internazionale contro le province rugbistiche neozelandesi militanti in National Provincial Championship, quali: Southland, Counties Manukau, Bay of Plenty, Taranaki e Waikato.
I risultati furono assai poco esaltanti in confronto a quelli ottenuti da altre nazionali europee contro le stesse selezioni, che vennero comunque giudicati come figli della necessaria sperimentazione; la nazionale vinse soltanto due dei cinque match disputati, contro Counties Manukau e Taranaki.

## Risultati
| Invercargill 15 giugno 2003                                                                                                  | Southland | 40 – 18         | Italia XV |  |
| Harrison Newman Jackson Rutledge Bai mt Ravazzolo Saccà Newman (2) McDermott tr Pez Newman McDermott c.p. Zullo (2) Bai drop |           |                 |           |  |
| |           |                 |           |  |
| Harrison Newman Jackson Rutledge Bai                                                                                         | mt        | Ravazzolo Saccà |           |  |
| Newman (2) McDermott | tr        | Pez             |           |  |
| Newman McDermott | c.p.      | Zullo (2)       |           |  |
| Bai | drop      |                 |           |  |

| Pukekohe 18 giugno 2003 | Counties Manukau | 18 – 26                                     | Italia XV |  |
| Porter 4’ Epati 40+2’ mt 15’ Zaffiri 48’ Phillips 75’ Castrogiovanni Porter 40+2’ tr 15’ Pez Porter 30’, 43’ c.p. 7’ Pez 70’, 80+4’ Peens |                  |                                             |           |  |
| |                  |                                             |           |  |
| Porter 4’ Epati 40+2’ | mt               | 15’ Zaffiri 48’ Phillips 75’ Castrogiovanni |           |  |
| Porter 40+2’ | tr               | 15’ Pez                                     |           |  |
| Porter 30’, 43’ | c.p.             | 7’ Pez 70’, 80+4’ Peens                     |           |  |

| Rotorua 22 giugno 2003 | Bay of Plenty | 33 – 30                     | Italia XV |  |
| Baxter 6’ La Lievre 23’ Tahora 58’ mt 10’ Vodo 12’ Masi 78’ Peens Jackson 6’, 23’, 58’ tr 10’, 12’ Zullo 78’ Pez Jackson 15’, 39’, 43’, 72’ c.p. 3’, 52’ Zullo 61’ Pez |               |                             |           |  |
| |               |                             |           |  |
| Baxter 6’ La Lievre 23’ Tahora 58’ | mt            | 10’ Vodo 12’ Masi 78’ Peens |           |  |
| Jackson 6’, 23’, 58’ | tr            | 10’, 12’ Zullo 78’ Pez      |           |  |
| Jackson 15’, 39’, 43’, 72’ | c.p.          | 3’, 52’ Zullo 61’ Pez       |           |  |

| New Plymouth 25 giugno 2003                                                     | Taranaki | 13 – 18           | Italia XV |  |
| Austin 39’ mt 4’ Masi Urwin 39’ tr 4’ Pez Urwin 26’, 46’ c.p. 57’, 71’, 74’ Pez |          |                   |           |  |
|                                                                                 |          |                   |           |  |
| Austin 39’                                                                      | mt       | 4’ Masi           |           |  |
| Urwin 39’                                                                       | tr       | 4’ Pez            |           |  |
| Urwin 26’, 46’                                                                  | c.p.     | 57’, 71’, 74’ Pez |           |  |

| Hamilton 28 giugno 2003                                                              | Waikato | 23 – 3  | Italia XV |  |
| Lowen 63’ Johnston 78’ mt Crighton 63’, 78’ tr Crighton 40+2’, 48’, 55’ c.p. 50’ Pez |         |         |           |  |
|                                                                                      |         |         |           |  |
| Lowen 63’ Johnston 78’                                                               | mt      |         |           |  |
| Crighton 63’, 78’                                                                    | tr      |         |           |  |
| Crighton 40+2’, 48’, 55’                                                             | c.p.    | 50’ Pez |           |  |